# 北原覚雄
北原 覚雄（きたはら かくお、1906年1月15日 - 1977年1月23日）は、日本の農芸化学者。専門は応用微生物学。

## 来歴
長野県上伊那郡長藤村（現・伊那市）生まれ。1923年旧制長野県立諏訪中学校（現・長野県諏訪清陵高等学校）卒業、1926年旧制大阪高等工業学校卒業、1929年京都帝国大学農学部農林化学科卒業。同年京都帝大講師、助教授となり、1940年農学博士取得。1947年京都大学食糧科学研究所教授、1953年東京大学応用微生物研究所第1研究部（現・東京大学定量生命科学研究所）主任教授に転じた。1963年同大学同研究所所長。 1966年に退官、東京農業大学教授となり、1976年から同大客員教授となった。

## 著書
- 『「酵素法」の基礎科学』真日本社〈酵素法叢書 第1巻〉、1947年。
- 『乳酸菌の研究』東京大学出版会、1966年。

## 受賞歴
- 1949年 - 日本農学賞「乳酸菌の醱酵化学的研究とその応用」
- 1960年 - 日本学士院賞「乳酸菌殊にそのラセミアーゼの研究」